# Автошлях Т 1507
Автошлях Т 1507 — автомобільний шлях територіального значення в Миколаївській області. Проходить територією Миколаївського та Очаківського району через Миколаїв — Парутине — Очаків — базу відпочинку «Чорноморка». Загальна довжина — 72,8 км.